# Umweltfestival

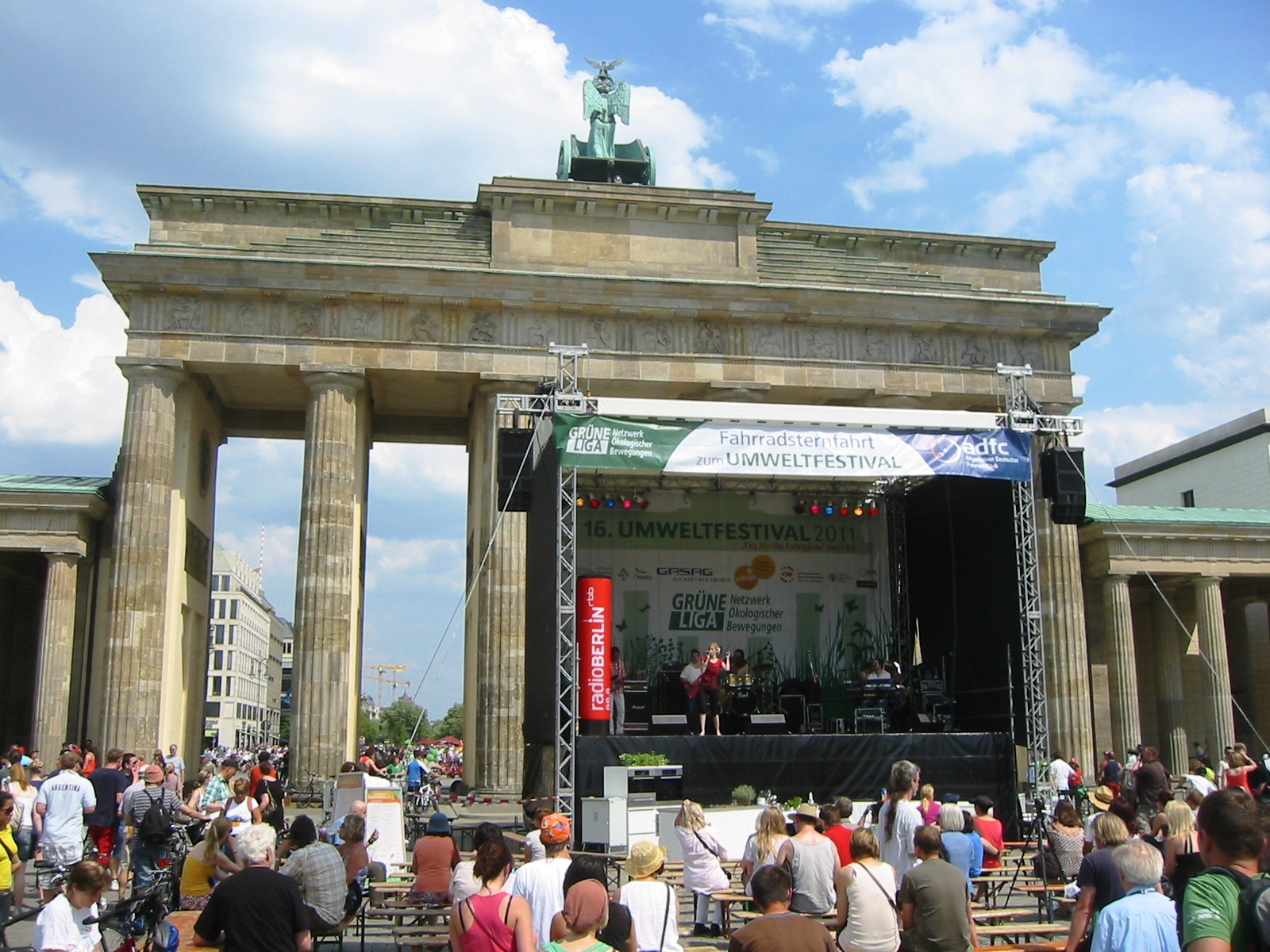
Bühne zum Umweltfestival vor dem Brandenburger Tor, 2011

Das Umweltfestival ist eine Freiluftveranstaltung zum Thema Umweltschutz in Berlin. Es findet seit 1995 am Brandenburger Tor statt und wird von der Umweltschutzorganisation Grüne Liga (Landesverband Berlin) anlässlich des Weltumwelttages organisiert.

## Konzept
Die Veranstaltung Anfang Juni wird in jedem Jahr unter ein bestimmtes Motto gestellt. Im Jahr 2011 lautete es beispielsweise „Klimaschutz bewegt“. Gezeigt wurden Möglichkeiten umweltfreundlicher Mobilität, wie etwa „grüne Wanderwege“ oder Elektroräder. In den letzten Jahren nahmen jeweils etwa 200 Aussteller am Umweltfestival teil, als Termin für 2025 ist der 1. Juni vorgesehen.
Die Besucher können sich u. a. über sanften Tourismus, nachhaltigen Konsum und die Möglichkeiten zum Ressourcenschutz informieren. Daneben werden Produkte aus ökologischem Landbau sowie artgerechter Tierhaltung angeboten. Es existiert ein Rahmenprogramm mit Livemusik sowie ein Bühnenprogramm. Um Raum für die Veranstaltung zu bieten, wird die Straße des 17. Juni bis zum Großen Stern für den Autoverkehr gesperrt.
Die Veranstaltung wird vom Berliner Senat als „Europas größte ökologische Erlebnismeile“ bezeichnet. In der Vergangenheit nahmen rund 100.000 Besucher teil.

## Sonstiges
In Verbindung mit dem Festival veranstaltet der ADFC in jedem Jahr eine Fahrrad-Sternfahrt passenderweise meist zum Großen Stern. Auf 20 Routen aus dem Berliner Umland fahren üblicherweise zehntausende Menschen mit dem Fahrrad durch die Stadt und über die Autobahnen AVUS und Autobahn-Südring ins Zentrum.
Das Bundesumweltministerium einschließlich Umweltminister beteiligte sich aktiv und personell sowohl am Festival als auch an der Sternfahrt.